# Neville Tong
Neville Tong (* 1934 in Burton Constable; † 15. Juni 2019) war ein britischer Radrennfahrer und nationaler Meister im Radsport.

## Sportliche Laufbahn
Tong war im Bahnradsport aktiv. Er begann mit dem Radsport im Verein „Barton Wheelers“. Später fuhr er für den „Polytechnic Cycling Club“. 1958 gewann er das 1000-Meter-Zeitfahren bei den Commonwealth Games für England. Er gewann mehrere nationale Titel bei den damaligen Meisterschaften auf Grasbahnen. 1956 gewann er den Dundee Grand Prix im Sprint. 1959 wurde er in die britische Nationalmannschaft berufen und bestritt einen Länderkampf gegen die Bahnauswahl der DDR. 1960 trat er vom Radsport zurück.